# Lucius Scribonius Libo
Lucius Scribonius Libo (i. e. 1. század) római államférfi, történetíró

## Élete
Pompeius, Varro és Cicero barátja, Sextus Pompeius apósa volt. I. e. 49-ben mint Pompeius hajóhadának parancsnoka sikeresen harcolt Dalmatia provinciában Dolabella ellen. I. e. 39-ben sikerült vejét a triumvirekkel kibékítenie. Cicero igen művelt és a tudományokat kedvelő embernek írta le. Történeti munkája elveszett.
A római történetírás rajta kívül még legalább két Lucius Scribonius Libót tartott számon ().